# Staines Enclosure

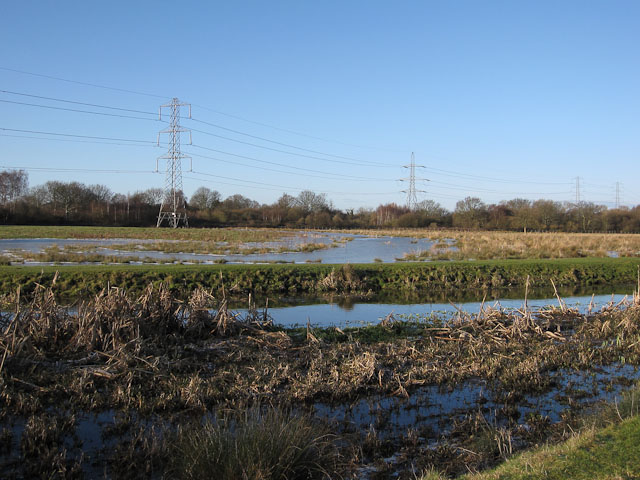
Staines Moor

Die in den 1960er Jahren teilweise ausgegrabene Staines Enclosure (auch Yeoveney site genannt) ist ein Grubenwerk (englisch Causewayed enclusure oder Interrupted-ditch enclosure) nordwestlich von Staines-upon-Thames in Surrey in England. Es wurde nahe der Themse gebaut und war den größten Teil des Jahres eine Insel im Staines Moor, einem Überflutungsgebiet der Flüsse Themse, Colne und Wraysbury River. Die Anlage befindet sich heute unter der Kreuzung 13 der M25; dem Ring um London.
Das um 3000 v. Chr. errichtete, runde Erdwerk ist eines von etwa 80 dieses Typs in England. Es hat beinahe 200 m Durchmesser und eine Fläche von etwa 2,4 ha, die durch ein konzentrisches unterbrochenes Grubenwerk, das größtenteils natürlich verfüllt war, umschlossen. 
Grubenwerke sind im frühneolithischen Westeuropa mit etwa 1000 eine der zahlreichsten Einfriedungen. Sie entstehen in verschiedenen Teilen Europas zu unterschiedlichen Zeiten. Die Datierungen reichen von vor 4000 v. Chr. in Nordfrankreich bis kurz vor 3000 v. Chr. in Dänemark, Norddeutschland und Polen. In England wurden über 80 Einfriedungen identifiziert. Sie erscheinen vor 3700 v. Chr., werden mindestens 200 Jahre lang errichtet und in einigen Fällen noch bis etwa 3200 v. Chr. verwendet.
In Staines wurden in der Mitte Holzbauten und Gräber (fünf Menschen – ein Mann, drei Frauen und ein kleines Kind) gefunden. Es gab zeitgemäße Aktivitäten. Im Inneren wurden Gräben, Gruben, Pfostenlöcher und Konzentrationen von Feuerstein (über 40.000 Stücke), Überreste von fast 1500 Töpfen und Tierknochen gefunden. Es gibt in sekundären Kontexten ein wenig "Ebbsfleet ware" und spätere prähistorische, römische und mittelalterliche Funde. Es ist nicht möglich, dem Standort eine einzige Funktion zuzuweisen.
In der Nähe liegen die Henges Ashford Henge und Shepperton Henge (auch Staines Road Farm genannt).